# Octave Pirmez
Octave Pirmez (ur. 19 kwietnia 1832 w Châtelet, zm. 1 maja 1883 w Acoz) – belgijski pisarz. 
Tworzył w języku języku francuskim, był jednym z prekursorów „Młodej Belgii”. Utwory Pirmeza utrzymane są w stylu poetyckim, zawierają refleksje filozoficzne inspirowane przez myśl Pascala oraz romantyków (m.in. zbiór Jours de solitude 1862).

## Wybrane dzieła
- Les Feuillees: pensées et maximes (1862)
- Victor Hugo (1863)
- Jours de solitude (1869)
- Remo
- Souvenirs d'un frère (1880)
- Heures de philosophie (1881)
- Lettres à José (1884 – pośmiertne).